# Шатдорф
Шатдорф (нем. Schattdorf) — коммуна в Швейцарии, в кантоне Ури. 
Население составляет 4788 человек (на 31 декабря 2006 года). Официальный код  —  1213.